# Rodos (wyspa)
Rodos (gr. Ρόδος Rhódhos) – grecka wyspa, zlokalizowana pomiędzy dwoma morzami: Śródziemnym i Egejskim, o powierzchni 1401,46 km², największa w archipelagu Dodekanezu (Sporad Południowych). Wschodnie wybrzeże wyspy usytuowane jest nad Morzem Śródziemnym, a zachodnie nad Morzem Egejskim.
Leży w administracji zdecentralizowanej Wyspy Egejskie, w regionie Wyspy Egejskie Południowe, w jednostce regionalnej Rodos i w gminie Rodos.
Położona na granicy dwóch kontynentów: Europy i Azji, geograficznie zaliczana do tej ostatniej. Oddalona o 20 km od wybrzeża Turcji. Liczy 80 km długości, a w najszerszym miejscu mierzy 40 km; jej obwód wynosi 250 km. Najwyższy szczyt to góra Atawiros (1215 m n.p.m.). Wyspa liczy 115 490 mieszkańców (2011), z czego 60% mieszka w mieście Rodos, a pozostała część w 48 małych miastach i wsiach.
Nazwa wyspy pochodzi od starogreckiego słowa „ῥόδον” (róża), oznaczającego hibiskus. W herbie wyspy umieszczony jest skaczący daniel zwany Elefosem (ἔλαφος) (stąd ich rzeźby w porcie Mandraki).

## Historia

### Starożytność
Najstarsze ślady osadnictwa pochodzą z późnej ery brązu. Najstarszy odnaleziony ośrodek miejski, prawdopodobnie osada portowa pochodzi z okresu 1550–1410 p.n.e. Kolejne odkrycia potwierdziły zasiedlenie wyspy ok. 1000 lat p.n.e., następnie w VI w. p.n.e. podbita przez Persów. W 408 p.n.e. zostało założone miasto Rodos. Za czasów greckich miasto było centrum kulturalnym (zob. Kolos Rodyjski) i handlowym. Na Rodos miał się odbyć słynny pojedynek dwóch greckich malarzy Apellesa i Protogenesa, po którym Protogenes uznał się za pokonanego. Najsłynniejszym pięściarzem starożytnym był Diagoras z Rodosu, zwycięzca olimpijski w 464 r. p.n.e.
Wyspa należała później wraz z całą Grecją do cesarstwa rzymskiego, potem do Cesarstwa Bizantyńskiego.

### Średniowiecze
W 672 roku po raz pierwszy wyspę zajęli Arabowie pod dowództwem Mu’awiji I z dynastii Umajjadów. W 1090 roku po bitwie pod Manzikertem zostało zajęte przez Turków Seldżuckich i odbite przez bizantyjskiego cesarza Aleksego I Komnena w czasie I krucjaty. W 1309 roku, po przejęciu wyspy przez zakon joannitów, skończyła się na niej era panowania Cesarstwa Bizantyjskiego. Od tego czasu wyspa była siedzibą joannitów, którzy zbudowali liczne zamki i ufortyfikowali główne miasto, dzięki czemu odparli atak egipskiego sułtanatu mameluków w 1444 roku i Mehmeda II Zdobywcy w 1480 roku. Na początku 1523 roku stolicę wyspy zdobył Sulejman Wspaniały po sześciomiesięcznym oblężeniu. Od tego czasu Rodos przez czterysta lat było częścią Imperium Osmańskiego.

### Historia najnowsza
Po wojnie włosko-tureckiej (1911–1912) wyspa znalazła się pod władzą Włoch jako część Dodekanezu. Władzę Włoch nad Rodosem usankcjonował Traktat w Lozannie w 1923 roku, na podstawie którego nastąpiła wymiana ludności między Grecją i Turcją. W czasie panowania włoskiego dokonano wielu modernizacji infrastruktury na wyspie, budując szpitale, wodociągi, elektrownię, remontując zabytki, ograniczając malarię i wznosząc liczne budynki w typowym dla faszystowskich Włoch stylu modernistycznym. W 1936 r. na ok. 130 tys. mieszkańców wyspy, 7 tys. stanowili Włosi. Po kapitulacji Włoch 8 września 1943 roku pierwszym garnizonem włoskim na Dodekanezie, który poddał się aliantom już w tym samym dniu, był ten na wyspie Kastelorizo. Następnego dnia na Rodos zrzucono spadochroniarzy, na czele których stał lord George Jellicoe. Jego zadaniem było przekonanie włoskiego admirała Inigo Campioniego do przejścia na stronę Brytyjczyków. Negocjacje zostały przerwane, gdy niemiecki generał Ulrich Kleemann wydał rozkaz ataku na garnizon włoski, który skapitulował po dwóch dniach. Okupacja wyspy przez wojska nazistowskich Niemiec miała istotne znaczenie w bitwie o Dodekanez w 1943 roku. W tym okresie Niemcy zamordowali około 2 tys. żyjących dotąd na wyspie Żydów. 8 maja 1945 roku, po bezwarunkowej kapitulacji Niemiec podpisanej na pobliskiej wyspie Symi, siły zbrojne Wielkiej Brytanii wyzwoliły wyspę Rodos i rozpoczęły przekazywanie pomocy żywnościowej dla mieszkańców. 28 października 1947 wyspa Rodos na mocy pokoju paryskiego z 1947 wraz z całym Dodekanezem została przekazana Grecji.

## Klimat
| Miesiąc                          | Sty  | Lut  | Mar  | Kwi  | Maj  | Cze  | Lip  | Sie  | Wrz  | Paź  | Lis  | Gru  | Roczna |
| -------------------------------- | ---- | ---- | ---- | ---- | ---- | ---- | ---- | ---- | ---- | ---- | ---- | ---- | ------ |
| Średnie temperatury w dzień [°C] | 15,1 | 15,2 | 16,8 | 20,0 | 24,2 | 28,4 | 30,5 | 30,7 | 28,2 | 24,5 | 20,1 | 16,6 | 22,5   |
| Średnie dobowe temperatury [°C]  | 12,0 | 12,0 | 13,5 | 16,3 | 20,0 | 24,2 | 26,4 | 26,7 | 24,4 | 20,7 | 16,7 | 13,5 | 18,9   |
| Średnie temperatury w nocy [°C]  | 8,8  | 8,8  | 10,1 | 12,5 | 15,8 | 19,9 | 22,3 | 22,7 | 20,5 | 16,9 | 13,2 | 10,4 | 15,2   |
| Opady [mm]                       | 149  | 106  | 75,6 | 27,8 | 18,6 | 2,3  | 0,4  | 0,2  | 5,8  | 65,5 | 94,1 | 157  | 703    |
| Średnia liczba dni z opadami     | 15,5 | 12,7 | 10,5 | 7,6  | 4,6  | 1,2  | 0,2  | 0,1  | 1,5  | 6,7  | 9,5  | 15,4 | 65,6   |
| Źródło: HNMS                     |      |      |      |      |      |      |      |      |      |      |      |      |        |

## Miejscowa architektura na Rodos
Najważniejsza osada to Rodos – stolica, leżąca na północnym wybrzeżu wyspy. Uważa się ją za kluczowy przyczółek morskiej komunikacji w tych okolicach. Reszta osad, których znaczenie daleko odbiega od znaczenia stolicy, połączone są mądrze przemyślanymi pasami dróg. To one łączą miasto Rodos ze starożytnymi miastami takimi jak: Lindos, Jalisos, czy też Kamiros. Dzisiaj północna część wyspy należy do najbardziej atrakcyjnych turystycznych miejsc, podczas gdy reszta zawiera osady, z których niektóre są ważne z punktu widzenia architektury.
Zabudowę Rodosu można podzielić na przybrzeżną i śródlądową. Ta na wybrzeżu, taka jak Rodos czy Lindos, jest zwykle zbudowana w stylu amfiteatralnym przy naturalnych portach. Historia wybrzeżnego osadnictwa cofa się do okresu antycznego. Wtedy to Rodos i Lindos w szczególności były przednimi ośrodkami handlu. Ich wpływy rozszerzyły się na cały region i takiż majestat trwał nieprzerwanie, aż do średniowiecza. Kiedy wszystkie pozostałe nadbrzeżne ośrodki przekształciły się w równie ważne porty, Rodos i Lindos stały się silnymi warowniami.
Budownictwo śródlądowych osad było rezultatem potrzeby mieszkańców, którzy chronili się przed napaściami piratów okresu bizantyńskiego i po zdobyciu miasta Rodos, również przed Turkami. Mieszkańcy nadbrzeżnych osad opuszczali swoje domostwa i wybierali miejsca, które nie były widoczne z morza, czy też głównych dróg. Lokowali więc swe nowe mieszkania na zboczach gór lub wzgórz, w małych dolinach lub nizinach, na terenach blisko rzek. Wiele z nich było umocnionych murami.
W czasach panowania Włochów, do 1943 roku na wyspie zbudowano wiele budynków w typowym w czasach rządów Benito Mussoliniego stylu klasycyzmu modernistycznego m.in. Pałac Sprawiedliwości (1924), Teatr Pucciniego (1937), ale również Sukiennice (1925) i Pałac Gubernatora (1927) inspirowane włoskim renesansem (wszystkie w stolicy wyspy). Włosi dokonali licznych rekonstrukcji zabytków architektury starożytnej i średniowiecznej na wyspie Rodos.
W latach 70. na zamówienie greckich władz polscy inżynierowie i robotnicy zbudowali na wyspie Rodos elektrownię na mazut, a wraz z zaopatrzeniem budowy przetransportowano statkami z Gdyni partię nowych samochodów typu Polski Fiat 125p i 126p oraz Polonez na sprzedaż dla mieszkańców wyspy.

## Turystyka

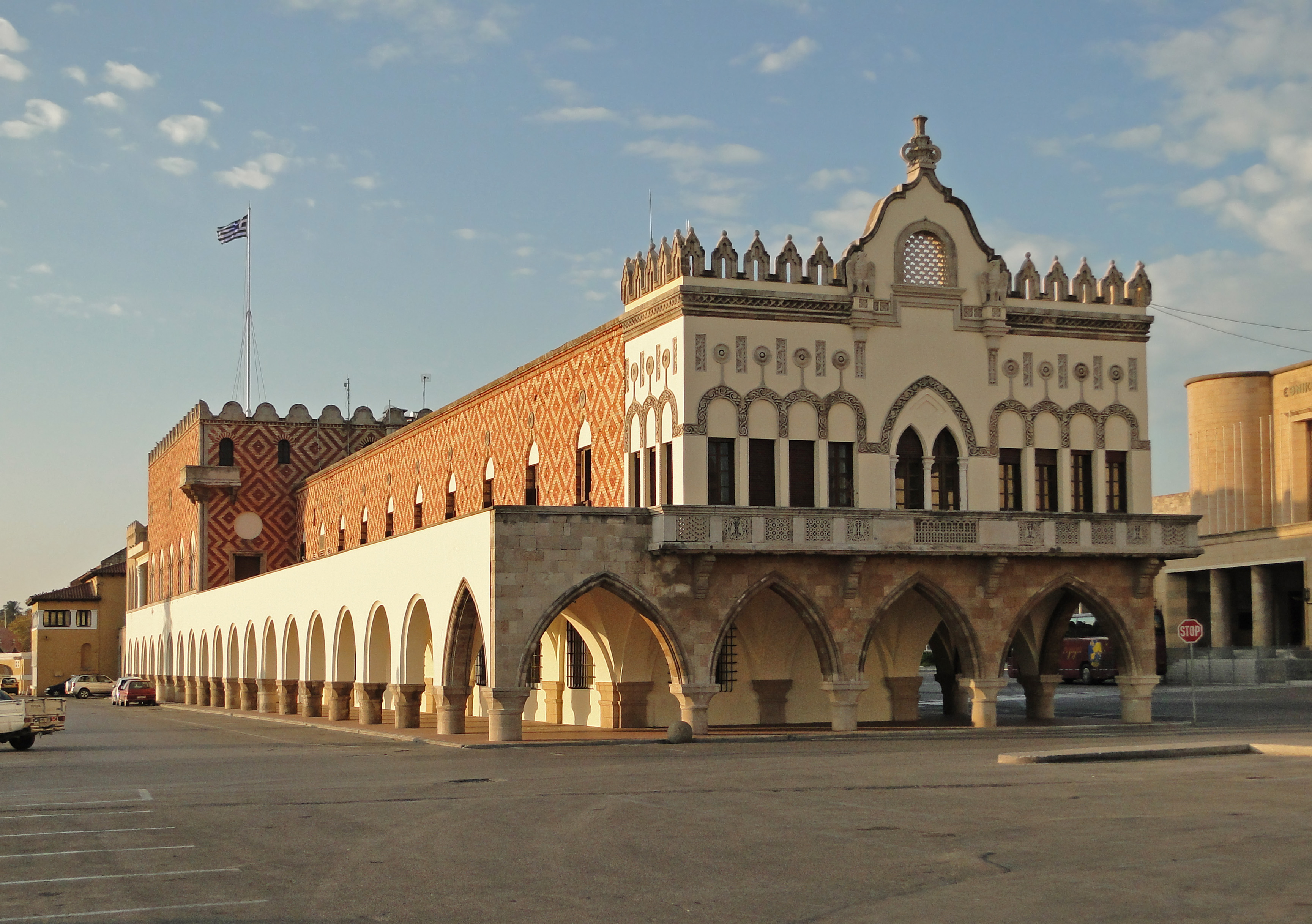
Pałac Gubernatora w Rodosie – stolicy wyspy

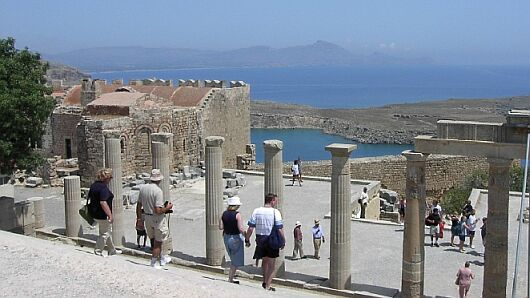
Akropol w Lindos

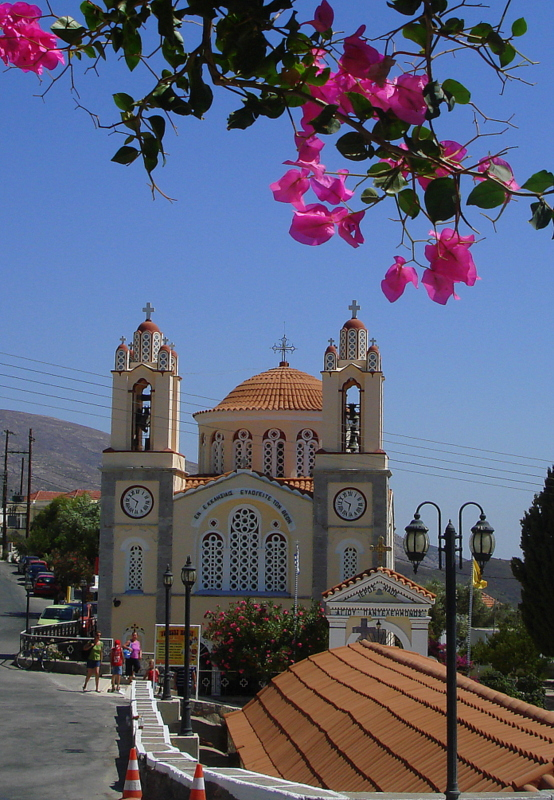
Cerkiew w Sianie

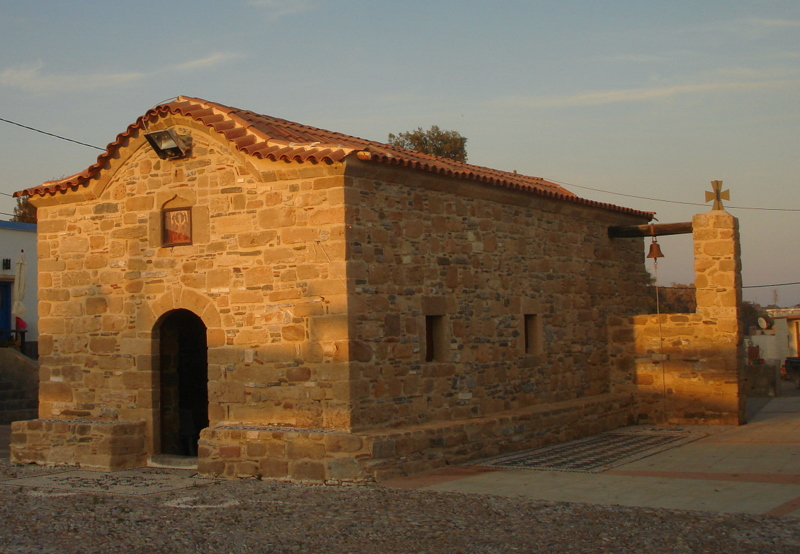
Kościółek w Kiotari, XV w. z elementami wcześniejszych w tym miejscu świątyń starożytnych.

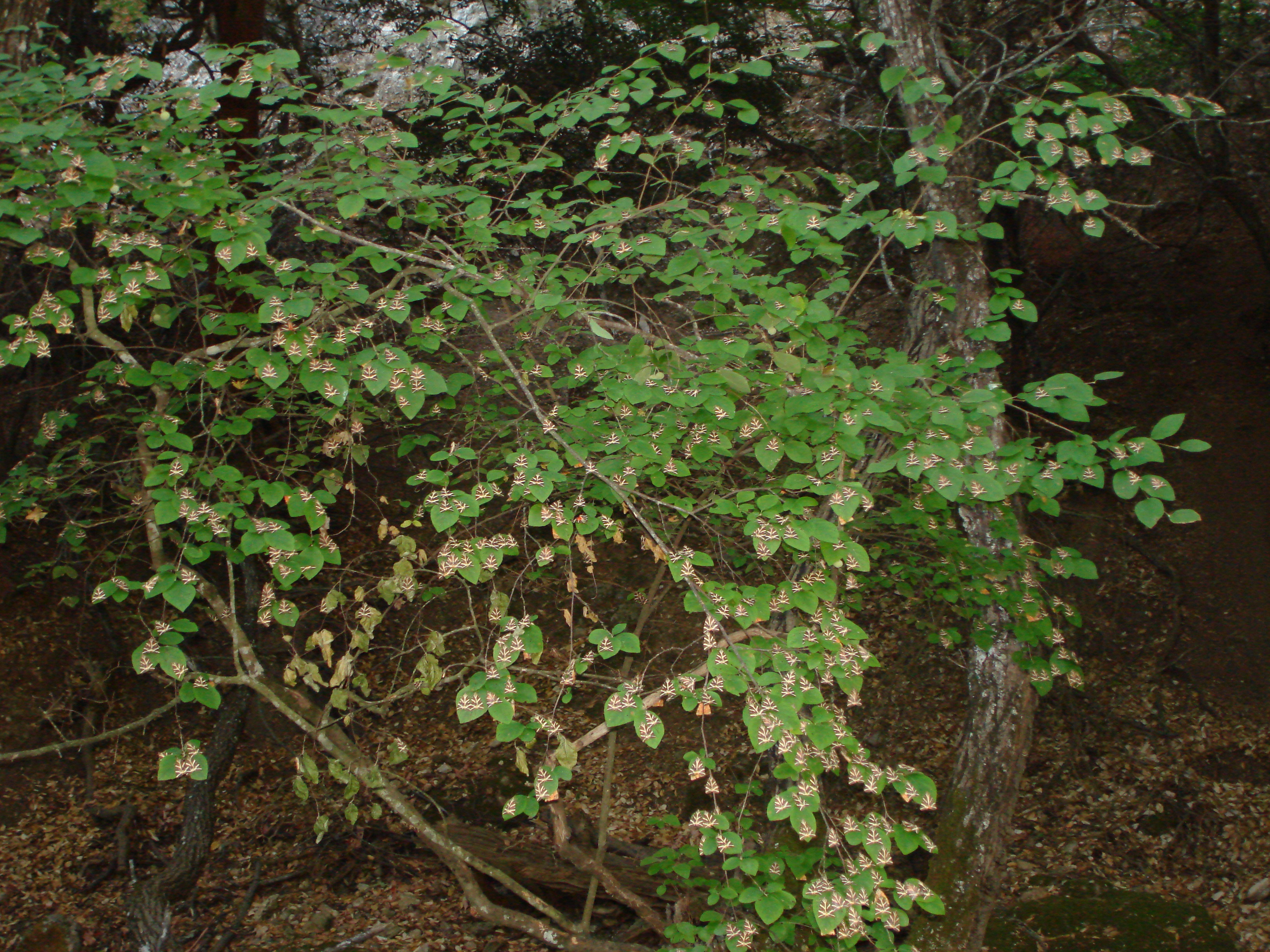
Petaloudes, Dolina Motyli

Walory klimatyczne i zabytki przeszłości powodują, że jest jedną z najchętniej odwiedzanych (na drugim miejscu po Krecie) wysp greckich w celach turystycznych i wypoczynkowych. Ruch turystyczny obsługiwany jest przez port lotniczy znajdujący się 11 km na zachód od stolicy. Główną atrakcją wieczorną jest oczywiście stolica wyspy ze średniowieczną starówką wpisaną na listę światowego dziedzictwa UNESCO i nowszym centrum hotelowo-rozrywkowym. Z portu w Rodosie można udać się na wycieczkę morską, również do pobliskiej Turcji, np. do kurortu Marmaris. Na wyspie jest wiele zamków, w stanie ruiny lub częściowo albo całkowicie odbudowanych.
Najbardziej znane to Pałac Wielkiego Mistrza zakonu joannitów w mieście Rodos.
Kolejnymi atrakcjami są zamek rycerski joannitów w Monolithos i położona na stromym urwisku, strzegąca miejscowości i dwóch naturalnych portów, grecka cytadela świątynna, głównie z okresu klasycznego i hellenistycznego w Lindos, z dobrze zachowanymi umocnieniami i z aktualnie rekonstruowanymi kolumnadami. Godne uwagi jest Muzeum Kościelne Lindos (Εκκλησιαστικό Μουσείο Λίνδου), m.in. z uwagi na zachwycającą, średniowieczną polichromię przyległej doń świątyni. W górach wyspy leżą liczne, popularne wśród turystów klasztory.
Wschodnie wybrzeże
Wschodnia część posiada piaszczyste plaże, jest bardziej sucha i osłonięta od wiatrów. Najważniejszą miejscowością wypoczynkową na wyspie jest miasto Faliraki znajdujące się około 12 km od stolicy. Znajduje się tu długa na kilka kilometrów piaszczysta, wygodna plaża, a morze jest przeważnie bardzo spokojne, bo jest to zawietrzna strona wyspy. W Faliraki wybudowano na zboczu góry duży park wodny – największy w Grecji (jak podają w 2007). Piaszczysta i półdzika plaża to Tsambika, kilka kilometrów na południe od Faliraki. Plaża ta znajduje się w ujściu wysychającej w lecie rzeki i dlatego jest tu bardzo drobny piasek, a zejście do morza bardzo łagodne z wyjątkowo ciepłą wodą. Bardziej na południu w pobliżu niezwykle malowniczej miejscowości Lindos znajduje się Lardos, ośrodek wczasowy w najgorętszym miejscu na wyspie z kamienistą plażą. Wiatry tu są bardzo słabe, a morze spokojne.
Zachodnie wybrzeże
Po drugiej stronie wyspy, kilka kilometrów od stolicy leży drugi co do wielkości wyspy ośrodek – Jalisos. Plaże z tej strony wybrzeża są często kamieniste, a morze intensywnie faluje. Klimat jest tu bardziej wilgotny, jest więcej zieleni, ale wieją silniejsze wiatry. Najważniejsze kurorty to Iksia i Trianda z niedaleko położonymi ruinami starożytnego Ialissos (Filerimos) i gotyckim klasztorem. Interesujące z tej strony wybrzeża jest też pozostające w ruinie starożytne doryckie miasto Kamejros. W Kritinii znajdują się ruiny zamku joannitów.
Wnętrze wyspy i południowe krańce
Wnętrze wyspy to małe wioski o specyficznym greckim klimacie. Każda wioska ma obowiązkowo przynajmniej jedną tawernę, w której skupia się życie mieszkańców. Gęstość zaludnienia jest coraz niższa w miarę oddalania się od stolicy, wioski są coraz rzadsze. W Petaloudes znajduje się Dolina Motyli. W Embonas jest centrum winiarstwa na Rodos. Południowy cypel wyspy (Prasonisi), to ulubiony punkt wind- i kitesurferów. Wieją tu zwykle wiatry wykorzystywane przez amatorów deski.

## Transport
Na wyspie znajduje się port lotniczy Rodos „Diagoras” obsługujący ruch międzynarodowy. Dwa pozostałe lokalne lotniska Maritsa (wojskowe) i Kalathos zbudowane przez Włochów są zamknięte dla lotnictwa publicznego.
Trzy porty w mieście Rodos obsługują statki i promy żeglugi krajowej i międzynarodowej:
- Port Mandraki, zlokalizowany w mieście;
- Kolona, naprzeciw poprzedniego, żegluga dodekaneska i duże jachty;
- Akandia, nowy port budowany od lat 60., obsługuje statki wycieczkowe w okresie sezonu.

Dwa lokalne porty to Kamiros Skala (rejsy na wysepkę Chalki) na wybrzeżu zachodnim i Lardos (port rezerwowy na wypadek niepogody w Rodosie) na wschodnim.
Dwa przedsiębiorstwa obsługują komunikację autobusową: Roda (niebiesko-białe autobusy) rejon północny z Rodosu i wybrzeże zachodnie, Ktel (żółto-pomarańczowe autobusy) wybrzeże wschodnie.

## Wyspa w filmie
Wyspa jest bohaterem odcinka serialu „Poirot” pt. „Trójkąt na Rodos” (1989) opartego na opowiadaniu Agathy Christie pod tym samym tytułem. W rolę główną wcielił się David Suchet. Wyspa była miejscem akcji filmu „Ucieczka na Atenę” z 1979 r.